# Fontána Garraffo
Fontána Garraffo (italsky Fontana del Garraffo) je barokní fontána v Palermu. Nachází se na Piazza Marina, v ulici Cassaro, v historickém centru Palerma.
Název fontány pochází z arabského slova Gharraf, což znamená hojnost vody. V roce 1698 ji vytvořil Gioacchino Vitagliano, ačkoliv byl design navržen dříve architektem Paolem Amatem. Socha představuje bohyni hojnosti na orlovi, který bojuje proti hydře.
Kašna Garraffo stála na trhu Vucciria, před památníkem nazývaným Genio del Garraffo, až do roku 1862, kdy byla přesunuta na náměstí Piazza Marina.

## Galerie

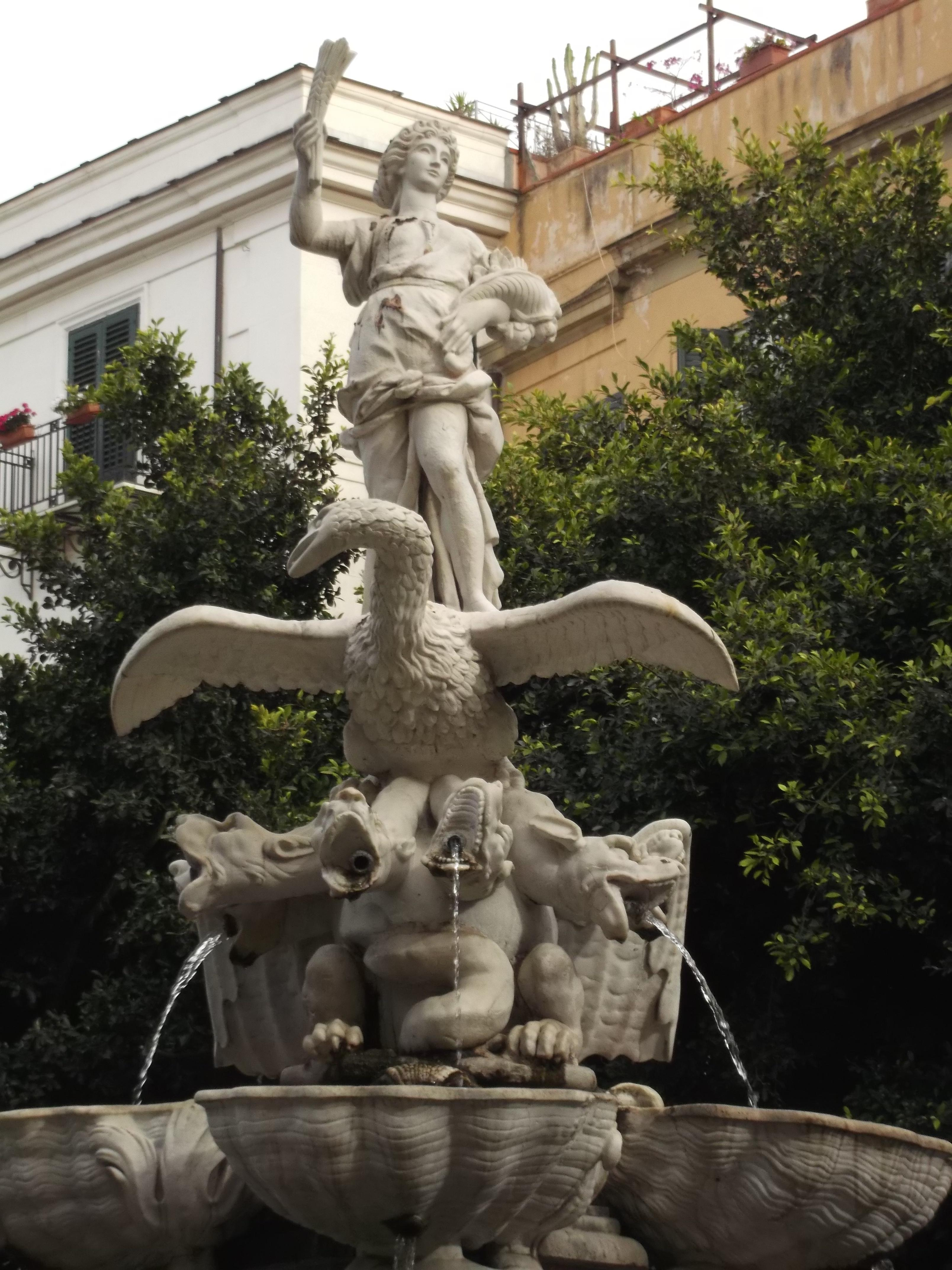
Fontana del Garraffo
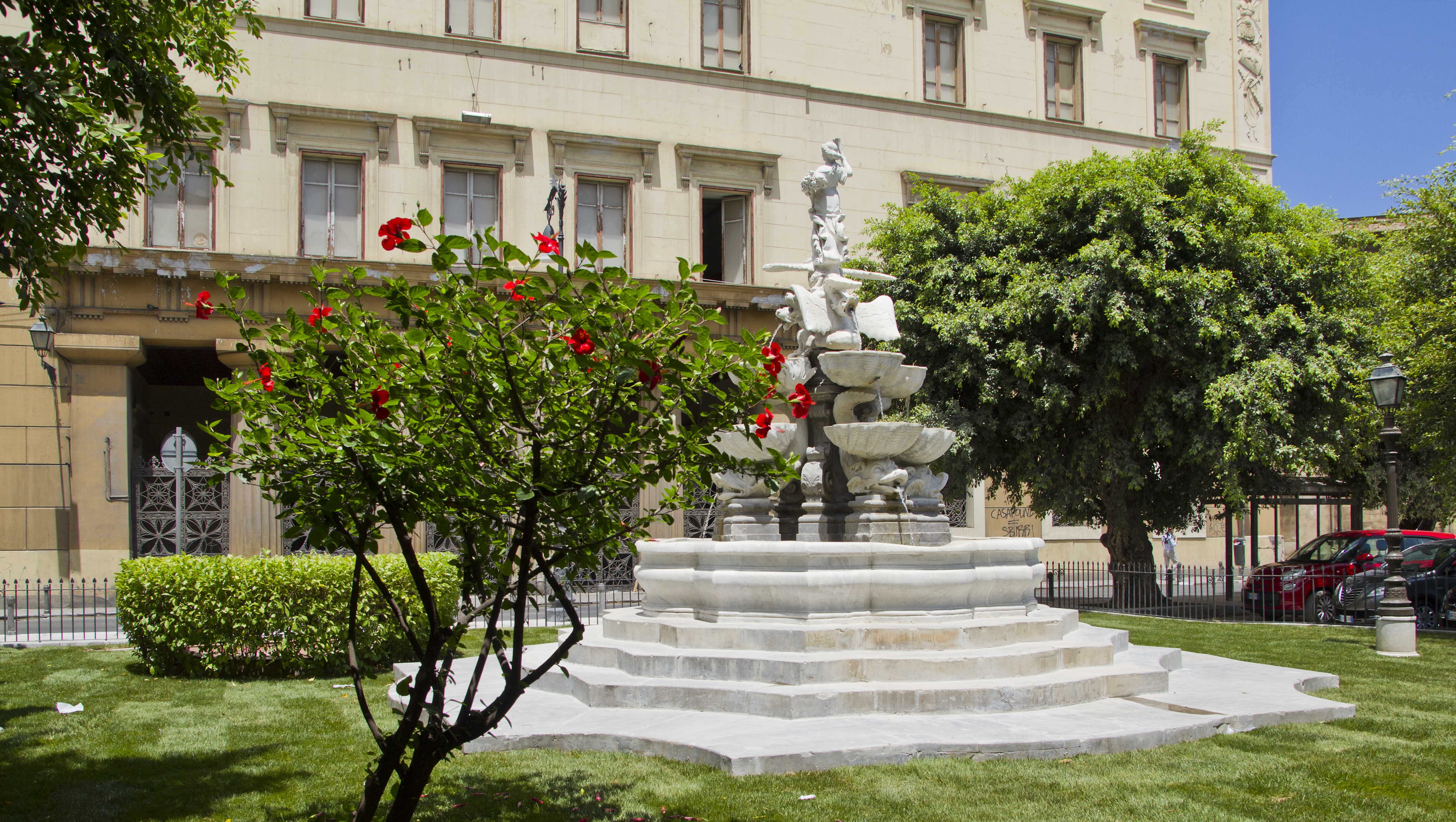
Fontana del Garraffo
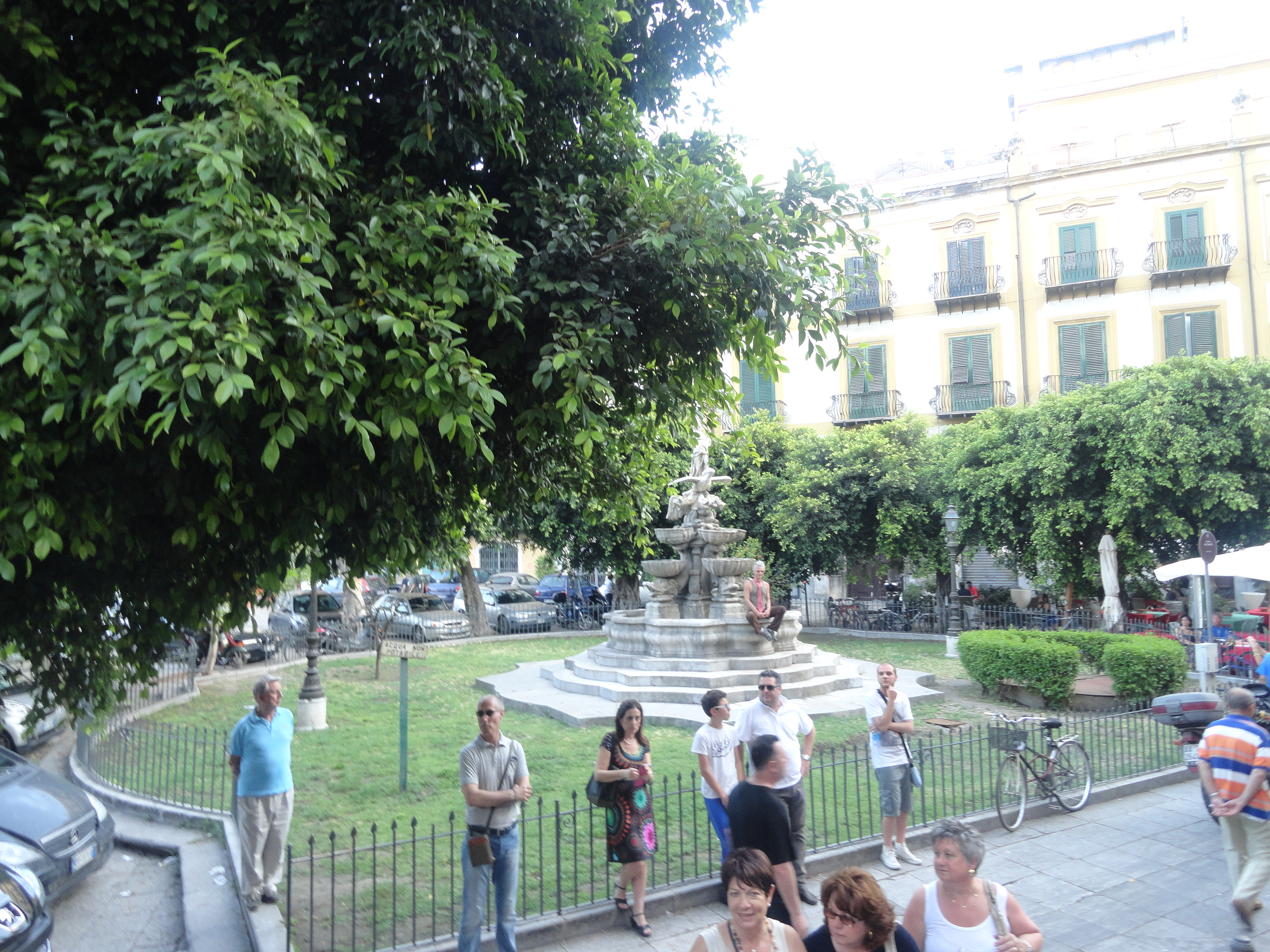
Fontana del Garraffo
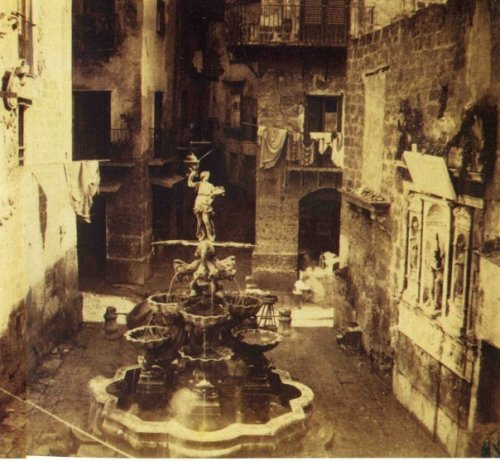
Fontana del Garraffo
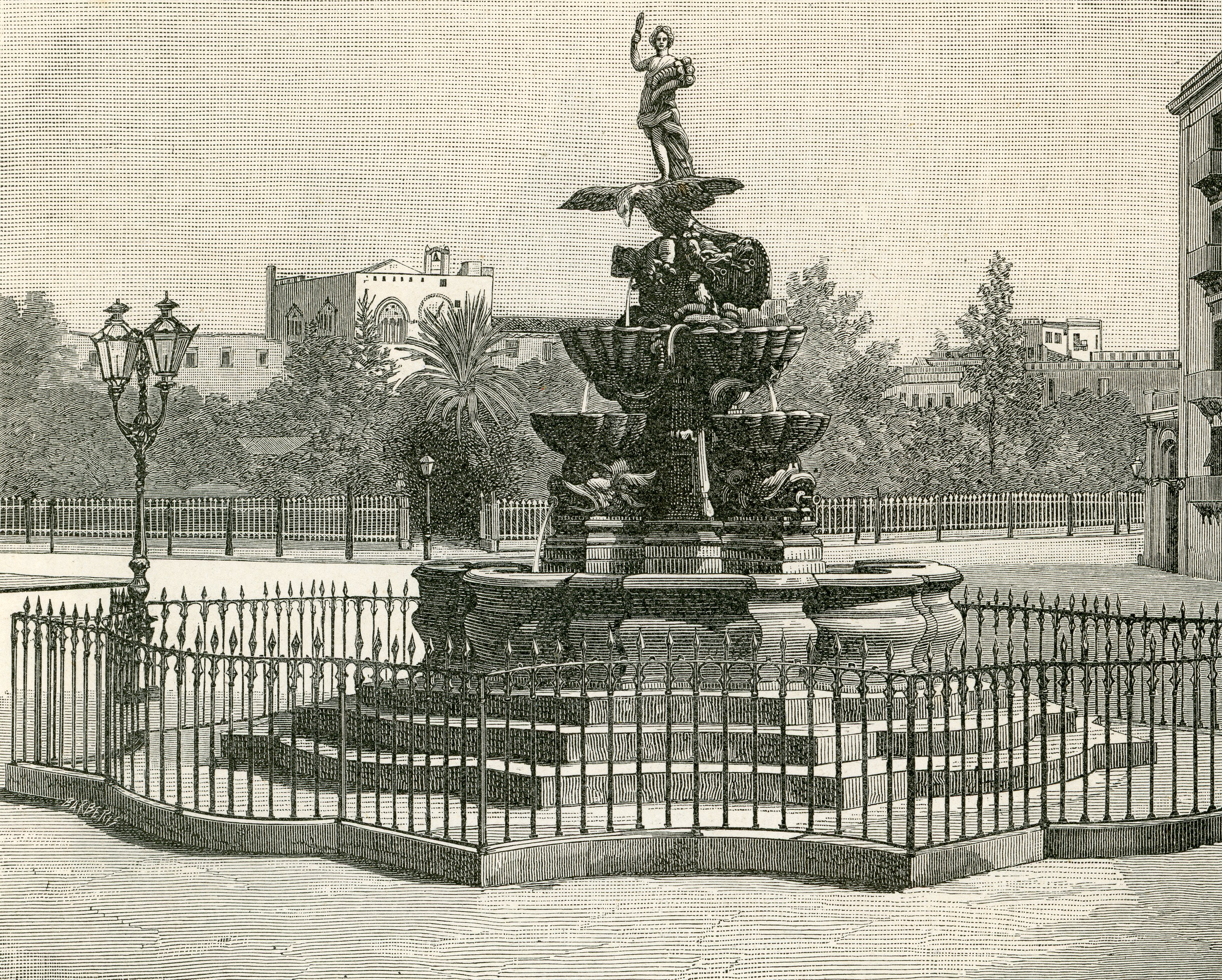
Fontana del Garraffo